# Horea (film)

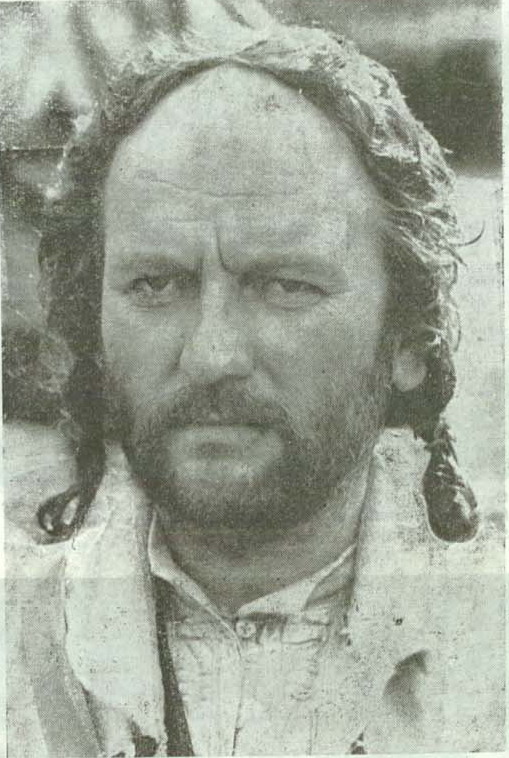
Personajul Horea în interpretarea lui Ovidiu Iuliu Moldovan.

Horea este un film românesc istoric din anul 1984 regizat de Mircea Mureșan. Acesta prezintă Răscoala lui Horea, Cloșca și Crișan.

## Distribuție
- Ovidiu Iuliu Moldovan — Horea, conducător al răscoalei țărănești
- Șerban Ionescu — Cloșca, conducător al răscoalei țărănești
- Dan Săndulescu — Crișan, conducător al răscoalei țărănești
- Radu Beligan — contele Anton Jankovic, comisarul imperial și regal în Transilvania, rudă a împăratului
- Mircea Albulescu — generalul Xaverius Vaida Pusztaháza, comandantul Regimentului de Dragoni Württemberg
- Enikõ Szilágyi — contesa Ágnes Pálfy, soția contelui Árpád
- Ion Besoiu — contele Árpád Pálfy, nobil maghiar din Transilvania
- Petre Gheorghiu — Popa Rostogol, participant la răscoala țărănească
- Florin Chiriac — Ionuț, fiul lui Horea, participant la răscoala țărănească
- Siegmund Siegfried — căpitanul Heinrich Pfeiffer, ofițerul anchetator austriac
- Alexandru Repan — împăratul austriac Iosif al II-lea
- Mircea Diaconu — poetul Alexa Cândea (Sándor Kendi), curtean al contelui Pálfy
- Nicolae Albani — episcopul ortodox sârb Ghedeon Nichitici
- Zoltán Vadász — țăranul maghiar Gyuri Vak, participant la Răscoala lui Horea, Cloșca și Crișan
- Mircea Hîndoreanu — Esterházy
- Costel Rădulescu — moș Petrică, participant la răscoala țărănească
- Avram Besoiu
- Virgil Flonda
- Dan Turbatu
- Cristina Deleanu — Ilinca, nevasta lui Horea
- Teodor Portărescu
- Ion Henter
- Alexandru Popa
- Radu Basarab
- Vasile Popa — țăran răsculat
- Dumitru Ghiuzelea
- Szabolcs Cseh — militar din oastea răsculaților
- George Ulmeni
- Traian Zecheru[1]

## Primire
Filmul a fost vizionat de 1.839.245 de spectatori în cinematografele din România, după cum atestă o situație a numărului de spectatori înregistrat de filmele românești de la data premierei și până la data de 31 decembrie 2014 alcătuită de Centrul Național al Cinematografiei.

## Legături externe
- Horea la Internet Movie Database